# マイケル・ルウェリン・デイヴィス
マイケル・ルウェリン・デイヴィス（英: Michael Llewelyn Davies、1900年6月16日 – 1921年5月19日）は、ルウェリン・デイヴィス家の息子たちの四男で、ジェームス・マシュー・バリーの『ピーター・パン』の登場人物であるダーリング姉弟、ロスト・ボーイズなどに着想を与えた兄弟の1人。のちに兄弟で唯一生存したニコは「兄弟の中で最も頭がよく、最も独特で、天才だったと思う」と語った。21歳の誕生日直前、恋人の可能性もあった親友と原因不明で溺死した。イギリスの作家ダフニ・デュ・モーリエのいとこにあたる。

## 生い立ち

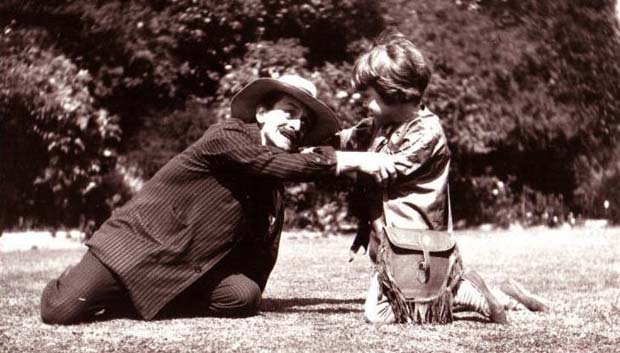
6歳のデイヴィスとフック役のジェームス・バリー（1906年）

1897年に年長の兄弟3人と母親がバリーと友人となった3年後の1900年、アーサー・ルウェリン・デイヴィスとシルヴィア・ルウェリン・デイヴィスのもとに5人兄弟の四男として生まれた。デイヴィスと兄ジョージは特にバリーと親しく、1904年の戯曲『ピーター・パンあるいは大人になりたがらない少年』を基にした1911年の小説『ピーター・パンとウェンディ』に登場するピーター・パンの描写はデイヴィスから最も影響を受けたと報じられている。バリーが初めてピーター・パンを登場させた小説『小さな白い鳥』を執筆した時はデイヴィスはまだ幼児であった。1904年12月、戯曲『ピーター・パンあるいは大人になりたがらない少年』が初演された時はデイヴィスは4歳半であった。1905年冬から数か月間病床におり、1906年2月、バリーとプロデューサーのチャールズ・フローマンはバーカムステッドにあるデイヴィス邸に舞台装置を持ち込んで数名の出演者によりデイヴィスのために『ピーター・パン』を上演した。バリーは『ピーター・パン』の続編で兄弟版『マイケル・パン』の執筆を開始したが、これらの素材を総合して小説『ピーター・パンとウェンディ』を執筆した。
1912年4月30日夜、ケンジントン・ガーデンズにピーター・パン像が秘密裏に建てられ、6歳時のピーター・パンの扮装をしたデイヴィスの写真を基に造られたとされた。しかし彫刻家ジョージ・フランプトンは別の少年をモデルにしたと語り、バリーは非常に落胆した。バリーは「ピーターのいたずらっ子な面が表現されていない」と語った。
1907年に父が、1910年に母が亡くなり、バリーがデイヴィスを含む兄弟たちの後見人となった。デイヴィスが成長し進学で家を出た後、特に1915年、第一次世界大戦で兄ジョージがフランドルで戦死した後もバリーと親しかった。のちに弟ニコはマイケルとジョージはバリーと一心同体であったと語った。デイヴィスはイートン・カレッジに進学したがホームシックにかかり、「ジムおじさん」と呼ぶバリーと毎日手紙を交換していた。また、子供の頃から悪夢に悩まされていた。友人は多く、芸術や作詩を含む学業に秀で、「秀才」と呼ばれていた。

### 大学卒業後
イートン・カレッジ卒業後、オックスフォード大学クライスト・チャーチに通い、バリーと定期的な文通を続けた。パリ大学で芸術を学ぶことを決意したが、オックスフォードに戻った。イートン・カレッジ時代から続く友人も複数いたが、4代目準男爵トーマス・バクストンの息子でハーロー校出身のルパート・バクストンととても親しくなった。2人は方時も離れることができず、大学にいる間も休暇中も共に過ごした。バクストンも作詩をし、演劇にも興味があった。バクストンは、バリーが会ったことのあるデイヴィスの数少ない友人の1人であった。
1976年、イートン・カレッジとオックスフォードでデイヴィスと親しかった保守党議員ロバート・ブースビーはデイヴィスの関係についてインタビューを受けた。新聞に同性愛者だと報じられたデイヴィスは実際に同性愛者だったのかと聞かれ、ブースビーは「難しい。そうだったかもしれない」と応えた。さらに「マイケルに彼女はいなかったと思うが、我々の関係は同性愛ではなかった。一時期、マイケルと、友人のロジャー・センハウスはそうだったと思う」と語った。ブースビーはデイヴィスとバクストンの関係を嫌っていたとされる。ブースビーはデイヴィスと代理父バリーの関係は不健全だと批判していたが、性的なことに関しては否定した。ブースビーはデイヴィスとバクストンには性的関係があったと語った。

## 死去
21歳の誕生日直前、デイヴィスとバクストンはオックスフォードから数マイルのテムズ川のサンドフォード閘門近くの堰の下流で溺死した。
デイヴィスとバクストンの親密さから心中が疑われた。この場所は危険な水流で有名であり、警告文や19世紀の被害者への追悼が目立つように掲げられていた。それでもデイヴィスとバクストンは以前にもここで泳いでいた。
水深20 - 30フィート (6 - 9 m)であるが穏やかであった。バクストンは水泳が得意であったが、デイヴィスは水を怖がり上手に泳ぐことができなかった。検視によると、1人は座っていた堰の岩から、泳いでいるもう1人のところに泳いでいこうとしたがうまくいかず、泳いでいた人が助けようとした。しかしそれぞれの頭を検視した際、もがいた様子は見られなかった。検視の結果、デイヴィスは事故で溺死し、バクストンはデイヴィスを助けようとして溺死した。
『オックスフォード・マガジン』は2人の死亡記事で「2人の学生の死に広く深く追悼し、悲しみが消えることはないだろう。2人は親しい友人で、死が2人を分かつことはない。我々は彼らを忘れることはない」と記した。
1年後、バリーはデイヴィスの死について「私の人生が終わったようだった」と記した。 
兄ピーター、弟ニコ、バリーはデイヴィスの死に自殺の疑いがあることを後で知った。1976年、ブースビーはバクストンについて、デイヴィスとの関係で自殺願望があったと語ったが、バクストンがデイヴィスを助けようとして衝動的に共に潜ったのか、元々自殺するつもりであったのか確証はないとした。

## メディア
1978年、BBCはミニシリーズ『The Lost Boys 』を制作した。年齢に応じて、セバスチャン・バス、ポール・スプリア、アレキサンダー・バス、チャールズ・タントネル、ウィリアム・レルトンの複数の俳優がデイヴィス役を演じた。
1988年、デイヴィスの人生およびバクストンとの関係を基にし、オーストラリアの脚本家バリー・ロウが『The Death of Peter Pan 』を執筆した。
2004年の映画『ネバーランド』では子役のルーク・スピルがデイヴィス役を演じた。